# Eccellenza Emilia-Romagna 2005-2006
Il campionato italiano di calcio di Eccellenza regionale 2005-2006 è stato il quindicesimo organizzato in Italia. Rappresenta il sesto livello del calcio italiano.
Questi sono i gironi organizzati dal comitato regionale della regione Emilia-Romagna.

## Girone A

### Squadre partecipanti
| Squadra                                 | Città (provincia)         |
| --------------------------------------- | ------------------------- |
| A.S.D. Atletic Pico Concordia Mirandola | Concordia Mirandola (MO)  |
| G.S. Bagnolese                          | Bagnolo in Piano (RE)     |
| S.S. Casalecchio 1921                   | Casalecchio di Reno (BO)  |
| A.C.D. Correggese                       | Correggio (RE)            |
| Crociati Parma                          | Collecchio (PR)           |
| A.S.D. Dorando Pietri Carpi             | Carpi (MO)                |
| A.C.D. Fidenza                          | Fidenza (PR)              |
| A.C. Fiorano                            | Fiorano Modenese (MO)     |
| U.S. Fiorenzuola 1922                   | Fiorenzuola d'Arda (PC)   |
| A.C. Formigine                          | Formigine (MO)            |
| A.S.D. San Secondo Parmense             | San Secondo Parmense (PR) |
| C.S. Sant'Agostino                      | Sant'Agostino (FE)        |
| A.S.D. Scandiano                        | Scandiano (RE)            |
| Pol. Solierese                          | Soliera (MO)              |
| A.S.D. Terme Monticelli                 | Monticelli Terme (PR)     |
| A.S.D. Termolan Bibbiano                | Bibbiano (RE)             |
| U.C. Viadana                            | Viadana (MN)              |
| A.S.D. Virtus Pavullese                 | Pavullo nel Frignano (MO) |

### Classifica finale
|  | Pos. | Squadra                          | Pt | G  | V  | N  | P  | GF | GS | DR  |
|  | ---- | -------------------------------- | -- | -- | -- | -- | -- | -- | -- | --- |
|  | 1.   | Fidenza                          | 74 | 34 | 22 | 8  | 4  | 62 | 32 | +30 |
|  | 2.   | Formigine                        | 74 | 34 | 21 | 11 | 2  | 53 | 21 | +32 |
|  | 3.   | Fiorenzuola                      | 64 | 34 | 18 | 10 | 6  | 54 | 35 | +19 |
|  | 4.   | D. Pietri Carpi                  | 56 | 34 | 15 | 11 | 8  | 45 | 36 | +9  |
|  | 5.   | Termolan Bibbiano                | 50 | 34 | 13 | 11 | 10 | 53 | 45 | +8  |
|  | 6.   | Virtus Pavullese                 | 44 | 34 | 10 | 14 | 10 | 42 | 38 | +4  |
|  | 7.   | Bagnolese                        | 42 | 34 | 10 | 12 | 12 | 38 | 39 | -1  |
|  | 8.   | Solierese                        | 42 | 34 | 11 | 9  | 14 | 31 | 35 | -4  |
|  | 9.   | Scandiano                        | 41 | 34 | 9  | 14 | 11 | 31 | 36 | -5  |
|  | 10.  | Atletic Pico Concordia Mirandola | 39 | 34 | 8  | 15 | 11 | 32 | 37 | -5  |
|  | 11.  | Crociati Parma                   | 39 | 34 | 10 | 9  | 15 | 30 | 36 | -6  |
|  | 12.  | Fiorano                          | 39 | 34 | 8  | 15 | 11 | 32 | 39 | -7  |
|  | 13.  | Sant'Agostino                    | 39 | 34 | 9  | 12 | 13 | 38 | 46 | -8  |
|  | 14.  | Casalecchio                      | 38 | 34 | 10 | 8  | 16 | 29 | 44 | -15 |
|  | 15.  | Terme Monticelli                 | 35 | 34 | 8  | 11 | 15 | 31 | 43 | -12 |
|  | 16.  | Correggese                       | 34 | 34 | 8  | 10 | 16 | 36 | 47 | -11 |
|  | 17.  | San Secondo Parmense             | 33 | 34 | 6  | 15 | 13 | 26 | 39 | -13 |
|  | 18.  | Viadana                          | 32 | 34 | 7  | 11 | 16 | 34 | 49 | -15 |

### Spareggi

#### Spareggio promozione
| Squadra 1 | Risultato | Squadra 2 |
| --------- | --------- | --------- |
| Fidenza   | 2 - 1     | Formigine |

| Brescello 14 maggio 2006 | Fidenza | 2 – 1 | Formigine | Stadio Giovanni Morelli |

## Girone B

### Squadre partecipanti
| Squadra                   | Città (provincia)                      |
| ------------------------- | -------------------------------------- |
| F.C. Alfonsine            | Alfonsine (RA)                         |
| A.S.D. Anzolavino Calcio  | Anzola dell'Emilia (BO)                |
| A.S.D. Castrocaro         | Castrocaro Terme e Terra del Sole (FC) |
| U.S.D. Classe             | Ravenna (RA)                           |
| U.S. Comacchio Lidi       | Comacchio (FE)                         |
| U.P.D. Copparese          | Copparo (FE)                           |
| A.S.D. Crespellano        | Crespellano (BO)                       |
| A.S.D. Del Conca Morciano | Morciano di Romagna (RN)               |
| A.C. Dozzese              | Dozza (BO)                             |
| Faenza Calcio             | Faenza (RA)                            |
| A.S.D. Fusignano          | Fusignano (RA)                         |
| A.C.D. Giacomense         | Masi Torello (FE)                      |
| A.C. Imolese              | Imola (BO)                             |
| A.C. Real Cesenatico      | Cesenatico (FC)                        |
| A.S.D. Real Misano        | Misano Adriatico (RN)                  |
| A.S.D. Santagatese        | Sant'Agata sul Santerno (RA)           |
| A.C. Sasso Marconi        | Sasso Marconi (BO)                     |
| A.S.D. Savignanese        | Savignano sul Rubicone (FC)            |

### Classifica finale
|  | Pos. | Squadra            | Pt | G  | V  | N  | P  | GF | GS | DR  |
|  | ---- | ------------------ | -- | -- | -- | -- | -- | -- | -- | --- |
|  | 1.   | Giacomense         | 68 | 34 | 19 | 11 | 4  | 55 | 23 | +32 |
|  | 2.   | Copparese          | 61 | 34 | 17 | 10 | 7  | 56 | 26 | +30 |
|  | 3.   | Del Conca Morciano | 59 | 34 | 16 | 11 | 7  | 52 | 34 | +18 |
|  | 4.   | Comacchio Lidi     | 58 | 34 | 16 | 10 | 8  | 51 | 38 | +13 |
|  | 5.   | Real Cesenatico    | 53 | 34 | 15 | 8  | 11 | 42 | 34 | +8  |
|  | 6.   | Faenza             | 48 | 34 | 11 | 15 | 8  | 40 | 31 | +9  |
|  | 7.   | Sasso Marconi      | 48 | 34 | 13 | 9  | 12 | 34 | 37 | -3  |
|  | 8.   | Dozzese            | 45 | 34 | 11 | 12 | 11 | 45 | 41 | +4  |
|  | 9.   | Savignanese        | 45 | 34 | 11 | 12 | 11 | 40 | 39 | +1  |
|  | 10.  | Castrocaro         | 44 | 34 | 12 | 8  | 14 | 34 | 32 | +2  |
|  | 11.  | Alfonsine          | 44 | 34 | 12 | 8  | 14 | 51 | 53 | -2  |
|  | 12.  | Fusignano          | 44 | 34 | 11 | 11 | 12 | 30 | 35 | -5  |
|  | 13.  | Real Misano        | 43 | 34 | 11 | 10 | 13 | 44 | 43 | +1  |
|  | 14.  | Crespellano        | 43 | 34 | 10 | 13 | 11 | 46 | 50 | -4  |
|  | 15.  | Anzolavino         | 42 | 34 | 12 | 6  | 16 | 45 | 60 | -15 |
|  | 16.  | Imolese            | 38 | 34 | 9  | 11 | 14 | 31 | 43 | -12 |
|  | 17.  | Santagatese        | 23 | 34 | 5  | 8  | 21 | 28 | 72 | -44 |
|  | 18.  | Classe             | 21 | 34 | 4  | 9  | 21 | 16 | 49 | -33 |